# Železniška proga Slovenska Bistrica
Železniška proga Slovenska Bistrica je povezovala Slovensko Bistrico z Južno železnico. Zgrajena je bila leta 1908, v dolžino pa je merila 3742 m. Za izdelavo proge so naredili 7200 kubičnih metrov nasipov in 3600 m jarkov ob progi. Vožnja je trajala približno 15 min. Pomembna je bila za gospodarski razvoj (gostinstvo, prevoz surovin ...), bila je edino prevozno sredstvo. Po 57 letih delovanja so jo leta 1965 ukinili.